# Гринкевич Франц Андрійович
Франц Андрійович Гринкевич (20 квітня
1905, Гомель — 11 жовтня 1943, село Харкове Запорізької області) — учасник Другої світової війни, командир 32-ї гвардійської танкової бригади.

## Біографія
Гринкевич Франц Андрійович народився у Гомелі 20 квітня 1905 року. В 1924 року вступив до Червоної армії. Перебуваючи в армії, дослужившись до командира відділення, Франц Андрійович подав рапорт про напрямок на навчання. Після закінчення навчання став командувати спочатку взводом, потім ротою, і батальйоном. У 1930-х роках з відмінністю закінчив Академію імені Фрунзе. До початку війни був спрямований в Луганськ. У перші важкі дні боїв під Сталінградом прийняв командування танковою бригадою. Після боїв під Сталінградом батальйон брав участь у боях в Міллерове, форсував Дон, брав участь у розтрощенні Міус-фронту, потім звільняв населені пункти Донбасу.

## Пам'ятник
В Донецьку у сквері Театральної площі встановлено Пам'ятник Гринкевичу.